# Кубок мира по хоккею с мячом среди женских команд
Международный турнир женских клубных команд ежегодно проводится в Эдсбюне, Швеция с 2003 года. До 2003 года турнир именовался как Кубок мира среди девушек.
В Кубке принимают регулярное участие коллективы Швеции, России, Норвегии.
Россиянкам удалось выиграть Кубок мира четырежды: в 2009, 2012, 2016, 2018 годах.
Иркутский коллектив (ДЮСШ «Рекорд», с 2018 г. — СШ «Рекорд») является рекордсменом по количеству участия в финальных матчах — 10 раз.

## Все финалы Кубка мира среди женских команд
- 2003 — АИК (Швеция) — «Эдсбюн» (Швеция) — 3:3, по серии 12-метровых — 6:5.
- 2004 — АИК (Швеция) — «Рекорд» (Россия) — 1:0.
- 2005 — «Сандвикен» (Швеция) — «Эдсбюн» (Швеция) — 3:0.
- 2006 — «Сандвикен» (Швеция) — «Несшьё» (Швеция) — 2:1.
- 2007 — «Сандвикен» (Швеция) — «Вестерстранд» (Швеция) — 1:0.
- 2008 — АИК (Швеция) — ДЮСШ «Рекорд» (Россия) — 3:3, в доп.время — 4:3.
- 2009 — ДЮСШ «Рекорд» (Россия) — «Вестерстранд» (Швеция) — 7:1.
- 2010 — АИК (Швеция) — ДЮСШ «Рекорд» (Россия) — 2:1.
- 2011 — АИК (Швеция) — Керебю[швед.] (Швеция) — 6:3.
- 2012 — ДЮСШ «Рекорд» (Россия) — АИК (Швеция) — 4:0.
- 2013 — Керебю[швед.] (Швеция) — ДЮСШ «Рекорд» (Россия) —4:3.
- 2014 — Керебю[швед.] (Швеция) — ДЮСШ «Рекорд» (Россия) — 3:3 (по результатам послематчевых пенальти победил Керебю 2:1)
- 2015 — Керебю[швед.] (Швеция) — АИК (Швеция) — 4:2
- 2016 — ДЮСШ «Рекорд» (Иркутск, Россия) — Хаммарбю (Швеция) — 4:1.
- 2017 — Керебю[швед.] (Швеция) — ДЮСШ «Рекорд» (Россия) — 4:3.
- 2018 — СШ «Рекорд» (Россия) — «Вестерос» (Швеция) — 4:2.
- 2019 — «Вестерос» (Швеция) — «Скутшёр» (Швеция) — 5:0

## Клубы принимавшие участие в Кубке Мира (по странам) в 2007—2019 гг
- Швеция (22): АИК (Солна), Сандвикен (Сандвикен), Керебю (Керебю), Эдсбюн (Эдсбюн), Несшье (Несшье), Вестерстранд (Карлстад), Хаммарбю (Стокгольм), Вестерос (Вестерос), Вилла (Лидчёпинг), Сёрокерс (Сёрокер), Скутшёр (Скутшер), Транос (Транос), Скирё (Ветланда), Мёльндаль (Гётеборг), Сунвёра (Вёребака), Хапаранда (Торнио), Хернёсандс (?), Каликс (?), Остерсунд (Эстерсунд), Хельсинглэнд (?), Упсала (Упсала), Карлсбихеденс (?).
- Россия (6): СШ «Рекорд» (Иркутск), Зоркий (Красногорск), Сибскана (Иркутск), СКА (Екатеринбург), Сб. Московской области, Арктика (Мурманск).
- Норвегия (3): Хевик (Хевик), Стабек (Беккестуа), Норде Сандре (?)
- Финляндия (5): Виипурин Судет (Лапенранта), ХИФК (Хельсинки), Вастус (Вастус), Ботния (?), Вейтеря (?).
- США (1): Миннеаполис (Миннеаполис)